# День танкиста (фестиваль)
«День танки́ста» — ежегодный фестиваль, изначально задуманный как праздник для поклонников военно-исторической компьютерной игры World of Tanks. Проводится с 2011 года. Начиная с 2017 года стал официальным городским праздником в Минске, который собирает более 100 000 участников и позиционируется как большое семейное мероприятие для минчан и гостей города.
С 2011 по 2016 год фестиваль проходил на территории историко-культурного комплекса «Линия Сталина». В 2017 году «День танкиста» сменил локацию и стал проводиться в минском парке Победы при поддержке Минского городского исполнительного комитета. В 2018 году праздник тоже состоялся в парке Победы (г. Минск) 9 сентября.
Традиционно на фестивале гости могут попасть в зону личного зачета игры World of Tanks, напрямую пообщаться с разработчиками и узнать о новых анонсах в играх компании, а также принять участие в активностях и конкурсах.
В разные годы хедлайнерами фестиваля выступали такие артисты, как The Offspring, Звери, Вопли Видоплясова, J:Морс, «Хамиль и Змей», Trubetskoy, «Без Билета», «Ундервуд», Найк Борзов, 5’Nizza и др.
В 2019 году «День танкиста» был объединен с WG Fest, фестивалем поклонников игр компании Wargaming. Праздник прошел под названием «WG Fest 2019: День танкиста», собрав 250 000 человек из 28 стран и более 2,6 миллиона зрителей онлайн.

## День танкиста — 2015
Фестиваль прошел на территории ИКК «Линия Сталина» и отмечался в течение двух дней — 12 и 13 сентября.
Праздник был приурочен к 5-летию с даты выхода игры World of Tanks.

Самые значительные события:
- во время праздника гости смогли увидеть реконструкции сражения Великой Отечественной войны с участием техники БТ-7, Т-34, Т-44, СУ-100, Т-34-85, Pz.Kpfw. III, StuG III и боя Афганской войны с участием танков Т-72, Т-55, БМП, БМД, ПТ-76, БТР, БТРД[2].
- хедлайнеры фестиваля: J:Морс и «Без Билета».

## День танкиста — 2016
Фестиваль проходил 10-11 сентября на «Линии Сталина».
В 2016-м «День танкиста» был посвящен 70-летию профессионального праздника танковых войск и 100-летию танкостроения.

Самые значительные события:
- на празднике была впервые представлена легендарная советская машина КВ-1, воссозданная группой реставраторов «Линии Сталина» при информационной поддержке компании Wargaming[4] к 75-летию подвига Зиновия Колобанова;
- на территории фестиваля была расположена зона личного зачета игры World of Tanks, состоявшая из 60 компьютеров;
- хедлайнерами фестиваля стали: «Хамиль и Змей», Trubetskoy, Easy Dizzy[5].

## День танкиста — 2017
Фестиваль состоялся 10 сентября в Минске, в парке Победы.

Самые значительные события:
- на фестивале состоялся финал турнира Республики Беларусь «Время танков. Битва взводов», в отборочных онлайн-играх которого приняло участие 310 команд;
- тематические площадки на фестивале расположились на территории в 200 гектаров;
- праздник собрал более 100 000 человек[7], таким образом превзойдя по количеству посетителей фестиваль BlizzCon;
- зона личного зачета была увеличена до 120 компьютеров;
- хедлайнеры фестиваля: «Без Билета», «Ундервуд», Найк Борзов и 5'Nizza.

## День танкиста — 2018
Фестиваль прошел в минском парке Победы 9 сентября.

Организаторы представили:
- игровую зону на 200 компьютеров;
- хедлайнеров фестиваля: «Бумбокс», IOWA, «Танцы минус»;
- зону повышенного комфорта «Премиум-ангар»[9];
- зону фуд-кортов;
- развлекательные площадки с конкурсами и призами.

## WG Fest: День танкиста — 2019
В 2019 году «День танкиста» был объединен с WG Fest, фестивалем поклонников игр компании Wargaming. Праздник прошел под названием «WG Fest 2019: День танкиста». Мероприятие состоялось 15 сентября в парке Победы в Минске. На территории 100 гектаров расположились игровая зона World of Tanks на 200 компьютеров, площадка World of Tanks Blitz, демонстрационная зона игры про спецназ Калибр, более 30 фотозон и 130 точек быстрого питания. Посетителями фестиваля стали 250 000 человек из 28 стран и еще более 2,6 миллиона человек следили за праздником онлайн. Мероприятие прошло при поддержке Минского городского исполнительного комитета и Вооруженных Сил Республики Беларусь и стало крупнейшим фестивалем интерактивных развлечений в Европе.
Мероприятие заняло 1-е место в номинации «Лучший фестиваль» в рамках премии Best Experience Marketing Awards 2020.
Хедлайнерами «WG Fest 2019: День танкиста» стали Вопли Видоплясова, Звери, Крамбабуля и The Offspring. Кроме того, с 18 сентября и по 7 октября игроки World of Tanks могли увидеть группу The Offspring выступающей на виртуальной сцене в ангаре игры.
Самые значительные события:
- Клановый суперкубок по World of Tanks в формате «15 на 15», в котором команда [MERCY] МОНИК из региона СНГ победила команду [DE-VI] Delicious Vicious из европейского региона, завоевавши 25 000 $ + 500 000 внутриигровой валюты;
- финал международного состязания «Стальной охотник: турнир блогеров» по специальному battle-royale-режиму World of Tanks, победу в котором одержал LeBwa, завоевавший приз в 500 000 российских рублей;
- анонс (на период с 18 сентября по 7 октября) виртуального концерта главного хедлайнера фестиваля, The Offspring, внутри клиента игры World of Tanks;
- ряд анонсов для World of Tanks, включая технологию Ray Traced Shadows (теней с трассировкой лучей), танки со спаренным орудием, расширенную сессионную статистику, а также новый PvE-режим для внутриигрового события на Хеллоуин, разработанный с участием арт-директора первых трех игр из серии Silent Hill Масахиро Ито.

## День танкиста — 2020
В связи с эпидемиологической обстановкой фестиваль «День танкиста» прошел 13 сентября в онлайн формате.
Во время фестиваля состоялась трансляция, которая объединила в себе:
- Финал турнира «Стальной охотник 2020. Турнир блогеров». На отдельном сервере 20 финалистов сразились между собой за призовой фонд 1 390 000 российских рублей[16].
- Турнир «Клановый суперкубок». В борьбе сошлись сильнейшие представители RU- и EU-региона — кланы [MERCY] No Mercy и [FAME] Deal with it.
- Личный зачёт онлайн.
- Онлайн-активности от партнёра — Zollider, мужского бренда средств для бритья и ухода.

За фестивалем следило более 3 миллионов зрителей (примерно половина — на официальных площадках World of Tanks, остальные — на каналах популярных танковых блогеров).
В «Клановом суперкубке»  победила команда из СНГ со счетом 5:0, получив 25 000 USD на команду и 500 000 игрового золота в казну клана. Следом прошел финал турнира «Стальной охотник 2020. Турнир блогеров». 20 популярных блогеров разыграли призовой фонд в 1 390 000 российских рублей. Победителем вышел белорусский танкист ISERVER.

## День танкиста — 2021
Фестиваль состоялся 12 сентября. Уже второй год подряд праздник проводился в онлайн-формате в связи с эпидемиологической обстановкой.
Трансляция длилась в течение 5 часов и собрала 2 миллиона зрителей суммарно на различных площадках — на официальном YouTube-канале World of Tanks, wgwatch.tv, в соцсетях и др.
«День танкиста — 2021» объединил следующие активности:
- «Турнир блогеров — 7 на 7». Команды сражались в специальном режиме «7 на 7». Бои велись на технике X уровня на определённом наборе карт. Каждую из команд возглавил известный блогер.
- «Клановый суперкубок». В нём принимали участие чемпионы «Клановой потасовки VIII» по итогам события «Грозовой фронт» на Глобальной карте: представители RU- и EU-региона — кланы [MERCY] No Mercy и [FAME] Deal with it!
- Личный зачёт также проходил в онлайн-формате. В нём приняло участие более 200 000 человек[19]. Кроме того, абоненты тарифного плана «Игровой» могли получить дополнительные награды, войдя в топ-5000 игроков.

В финале «Турнира блогеров — 7 на 7» встретились команды Near_You и LeBwa. Команда блогера LeBwa одержала победу со счётом 5:4 и забрала главный приз — 1 000 000 российских рублей.
По итогам «Кланового суперкубка» с финальным счётом 5:2 победила команда из RU-региона [MERCY] No Mercy. Ей достался приз в размере 25 000 $ на всю команду и 500 000 игрового золота.